# Myriam Marbé
Myriam Marbé (n. 9 aprilie 1931, București – d. 25 decembrie 1997, București) a fost o compozitoare și pianistă română (evreică la origine), considerată una dintre cele mai valoroase compozitoare internaționale de muzică contemporană. A predat compoziția și contrapunctul la clasa de compoziție de la Universitatea Națională de Muzică din București. Ca muzicolog, a publicat numeroase articole în publicații de specialitate.
Primele experiențe muzicale ale compozitoarei se leagă de spațiul casei părintești. Astfel, impulsul cultural și-a făcut încă din primii ani simțită prezența dat fiind faptul că mama, Angela Marbé, era o remarcabilă pianistă și totodată o profesoară de pian de excepție, în timp ce tatăl, savantul Max Marbé, era medic cercetător la Institutul Cantacuzino. Acestor aspecte li se alătură un alt element esențial, reprezentat de faptul că locuința familiei Marbé era situată într-o anexă din parcul Institutului, spațiu ce a favorizat adoptarea unei ținute științifice față de artă, prin prezența unor savanți și a unor artiști notabili în ambianța familiei Marbé. Printre aceștia, important de menționat sunt pictorul Dumitru Ghiață, istoricul și totodată criticul de artă George Oprescu, alături de alte personalități ale vremii ce au conturat un context oportun dezvoltării intelectuale a viitoarei artiste și au stimulat o atmosferă intelectuală de calitate.
Rememorând una dintre perioadele dragi ale copilăriei sale, Myriam Marbé descrie cadrul familial în câteva cuvinte: „La noi acasă se făcea muzică de cameră, iar, uneori, pe înserat, mama cânta la pian Dichterliebe de Schumann, în timp ce tata urmărea și murmura versurile lui Heine...”[2]
Printre numeroasele premii obținute de către compozitoare de-a lungul acestor ani, menționăm atât Premiul II (1966), cât și Premiul I (1976) în cadrul Concursului Internațional de compoziție al Asociației GEDOK-Mannheim, alături de Premiul U.C.M.R. (în anii 1971, 1974, 1980, 1982), Premiul „Bernier” al Académie des Beaux-Arts din Paris (1972) și premiul Academiei Române (1977).
În ceea ce privește orientările sale politice, un aspect esențial de menționat în contextul de față este acela că artista se încadrează în categoria compozitorilor care au refuzat să adere la Partidul Comunist. În astfel de condiții, deși numărându-se printre cei mai importanți compozitori ai vremii sale, expunerea lui Myriam Marbé în peisajul muzical a fost în mod evident limitată. Din fericire, însă, între anii 1968 și 1972, compozitoarei i-a fost permis să participe la cursurile de vară de la Darmstadt[1], un loc emblematic pentru avangarda muzicii europene din cea de-a doua jumătate a secolului trecut.
Așa cum apare descrisă și din perspectivă internațională, Myriam Marbé se situează în elita avangardei românești a secolului XX, compozitoarea lăsându-și în mod categoric amprenta asupra vieții muzicale a anilor ’60-’80[1].
Despre creația artistei, compozitorul și etnomuzicologul Corneliu Dan Georgescu afirmă că ar putea fi încadrată în tendința liric-contemplativă[2] a creației românești, lucrările sale integrând semnificații metamuzicale. Totodată, unul dintre elemetele distinctive ale stilului său componistic aduce în atenție tonul reflexiv, meditațiile în plan sonor ale compozitoarei, asupra unor teme de o mare gravitate, precum viața sau moartea.

## Studii
Deși a oscilat în primii ani de studiu între muzică și medicină, dat fiind atât contextul familial, cât și datoria morală față de tatăl ei, în a asigura o continuitate cercetărilor sale, în urma aprobării acestuia, Myriam Marbé a reușit să își îndrepte atenția doar asupra a ceea ce simțea cu adevărat să facă: să compună. În aceste condiții, tânăra a fost înscrisă la Conservator încă din perioada studiilor liceale, adică în perioada anilor ’44, ’45, după război, fiind remarcată la scurt timp de Mihail Jora, directorul instituției[3].
Un nume esențial de menționat în ceea ce privește formarea sa muzicală este Florica Musicescu, Myriam Marbé afirmând despre aceasta că a fost unul dintre profesorii față de care a avut un respect și o apreciere deosebită. Deși fiind considerată o figură de o exigență extraordinară, Florica Musicescu i-a fost îndrumător și sprijin în realizarea primelor compoziții (lucrări didactice pentru pian ce puneau probleme de poliritmie)[4]. Dânsei i se alătură și alte nume de excepție, precum Muza Ghermani-Ciomac și Silvia Căpățână.
O etapă esențială în formarea artistei Myriam Marbé a constituit-o, astfel, perioada studiilor la Conservatorul de Muzică din București, unde a beneficiat, între anii 1944 și 1954, de îndrumarea lui Mihail Jora (o personalitate a muzicii românești care nu s-a pliat pe tiparele rigide ale ideologiei regimului comunist), a lui Leon Klepper și apoi a lui Mihail Andricu. Acesta din urmă este recunoscut pentru rolul decisiv pe care l-a jucat în modelarea unei întregi generații de compozitori, definită astăzi drept ”generația de aur”, Myriam Marbé făcând parte din acest grup select. Despre el, compozitoarea a afirmat că „Dânsul ne mijlocea, de fapt, un contact cu muzica modernă, dar și cu ceea ce a creat deschiderea noastră către muzica modernă. Avea, după cum se știe, o discotecă impresionantă și la el puteam asculta, de pildă, opera completă a lui Webern”[5].
Printre mentorii pe care artista îi consideră a fi avut o influență directă asupra profilului său componistic se numără însă și maestrul George Breazul, primul contact cu acesta realizându-se pe când artista avea doar 14 ani, în cadrul examenului de admitere[6]. De asemenea, menționate printre personalitățile ce au avut un impact major asupra destinului său artistic sunt Tudor Ciortea și Theodor Rogalski, cel din urmă lăsând o amprentă definitorie asupra studentei Myriam Marbé atât ca profesor de orchestrație, cât și prin viziunea sa muzicală originală și plină de culoare.
Una dintre perioadele de o importanță majoră pentru parcursul muzical al lui Myriam Marbé a fost cea marcată de lecțiile ținute de maestrul Jora în propria lui casă, dar și acasă la unii studenți sau la alți profesori. Astfel, compozitoarea își amintește că „ne întâlneam la Aurel Stroe și citeam în grup închis cartea lui Leibowitz despre tehnica lui Schönberg, și altele. La maestrul Andricu ne întâlneam fără să ne ascundem, dar tocmai aceasta a devenit un cap de acuzare împotriva lui; a fost – ca și alți intelectuali – judecat, batjocorit, izolat, a devenit persona non grata...”[7].

## Activitatea pedagogică
Între anii 1954 și 1988, artista și-a desfășurat activitatea muzicală ținând cursuri de compoziție în cadrul aceleiași instituții, devenind, la rândul ei, un remarcabil formator de talente. În pleiada de discipoli ai compozitoarei Myriam Marbé se înscriu nume de rezonanță ale vieții muzicale contemporane: Violeta Dinescu, Maia Ciobanu, Mihaela Stănculescu-Vosganian și Livia Teodorescu-Ciocănea[8].
Myriam Marbé s-a implicat nu doar în formarea muzicală a discipolilor săi, ea reușind să stimuleze, în ceea ce privește educația artistică a acestora, o evoluție pe toate palierele culturale, prin încurajarea vizitării muzeelor, a parcurgerii albumelor de artă și a lecturii unor titluri de referință din literatura românească și universală[9].
De altfel, anul 1988 a marcat un moment de culme în activitatea muzicală a compozitoarei Myriam Marbé, ce s-a concretizat în acordarea unei burse de creație din partea orașului Mannheim.
În perioada 1953-1954 a fost redactor muzical la Studioul cinematografic București.
A publicat studii, articole și recenzii în: Muzica, Contemporanul, Scînteia.

## Activitatea muzicologică
1. „Poezia argheziană și cântecul românesc”, în Muzica, Nr. 6/1960.
2. „Concerte – spectacole”, Dieter Zechlin, în Muzica, Nr. 12/1960.
3. „O primă audiție românească și Ruggiero Ricci”, în Muzica, Nr. 10/1960.
4. „Cvartetul de coarde nr. 2 de George Enescu”, în Muzica, Nr. 8/1961.
5. „Concerte – spectacole, Concert Liszt – Bartók”, în Muzica, Nr. 1/1962.
6. „Orchestra Radioteleviziunii”, în Muzica, Nr. 8/1962.
7. „Muzica de cameră: creații contemporane; recitaluri”, în Muzica, Nr. 2/1963.
8. „Orchestra simfonică a Radioteleviziunii”, în Muzica, Nr. 2/1965.
9. „Varietatea tematică și unitatea structurală în lucrări de cameră de Enescu”, în Muzica, Nr. 5/1965.
10. „Itinerar olandez”, în Muzica, Nr. 11/1969.
11. „Paul Badura – Skoda, Mircea Cristescu”, în Muzica, Nr. 10/1970.
12.: „Simfonia a VI-a Armonia de Wilhelm Berger”, în Muzica, Nr. 10/1970.
13. „Cvartetul nr. 5 de Zeno Vancea”, în Muzica, Nr. 3/1971.
14. „Muzică pentru orgă în interpretarea lui Joseph Gerstenengst, în Muzica, Nr. 2/1971.
15. „Violonistica enesciană de Mihai Rădulescu – recenzie, în Muzica, Nr. 8/1971.
16. „A propos du concept de specificité nationale concretisé dans l’art”, în  Muzica, Nr. 7/1978.
17. „În căutarea veșnicului Bach sau Formele muzicale ale barocului de Sigismund Toduță”, în Muzica, Nr. 3/1979.
18. „Sonata a III-a pentru pian de George Enescu sau sensul bucuriei în creație”, în Muzica, Nr. 7/1981.
19. „Stravinsky, sau Complexio oppositorum”, în Muzica, Nr. 11/1982.
20. „Timpul în muzică”, în Muzica, Nr. 10/1982.
21. „Săptămâna internațională de muzică Gaudeamus”, în Muzica, Nr. 12/1984.
22. „Wilhelm Georg Berger, Estetica sonatei (I)”, în Muzica, Nr. 7/1985.
23. „Wilhelm Georg Berger, Estetica sonatei (II)”, în Muzica, Nr. 8/1985.
24. „Sub semnul timpului (Pe marginea concertului ansamblului „Contemporan” – condus de Marcel Spinei)”, în Muzica, Nr. 3/1985.
25. „Schițe pentru o frescă: László Ferenc – Bartók Béla – recenzie”, în Muzica, Nr. 3/1991.

## Opera
Muzică de cameră:
| Nr. | Denumire                                         | Formație instrumentală                                                               | An   |
| 1.  | Sonata pentru clarinet și pian                   | clarinet, pian                                                                       | 1961 |
| 2.  | Sonata pentru flaut și violă                     | flaut, violă                                                                         | 1965 |
| 3.  | Sonata pentru două viole                         | violă                                                                                | 1965 |
| 4.  | Timpul inevitabil                                | bandă, pian                                                                          | 1971 |
| 5.  | Concert pentru clavecin și 8 instrumente         | clavecin, vioară, violă, violoncel, contrabas, flaut, clarinet, corn englez, saxofon | 1978 |
| 6.  | Souvenir d'un paysage inconnu                    | flaut, violă                                                                         | 1979 |
| 7.  | Cvartet de coarde nr.1, Les musiques compatibles | cvartet de coarde                                                                    | 1981 |
| 8.  | Cvartet de coarde nr. 2                          | cvartet de coarde                                                                    | 1985 |
| 9.  | Trommelbass                                      | trio de coarde și percuție                                                           | 1985 |
| 10. | Des-Cântec                                       | flaut, oboi, clarinet, corn, fagot                                                   | 1986 |
| 11. | Après Nau                                        | violoncel și orgă                                                                    | 1987 |
| 12. | Le Monde est une Scène                           | clarinet, trombon, vioară, contrabas și percuție                                     | 1987 |
| 13. | Cvartet de coarde nr.3, Lui Nau                  | cvartet de coarde                                                                    | 1988 |
| 14. | Contact                                          | clarinet, vioară, violă, contrabas                                                   | 1989 |
| 15. | E–Y–The                                          | clarinet, 4 violoncele                                                               | 1990 |
| 16. | Diapente                                         | 5 violoncele                                                                         | 1990 |
| 17. | Paos                                             | violă, clarinet                                                                      | 1995 |
| 18. | Arc-en-ciel                                      | bandă, flaut                                                                         | 1997 |
| 19. | Song of Ruth                                     | 5 violoncele                                                                         | 1997 |

Muzică simfonică:
| Nr. | Denumire                        | Denumire                        | An   |
| 1.  | Serenada Mica muzică a soarelui | Serenada Mica muzică a soarelui | 1974 |
| 2.  | Trium                           | Trium                           | 1978 |
| 3.  | 3.                              | Simfonia I Ur-Ariadna           | 1988 |
|     |                                 |                                 |      |

Muzică sacră:
| Nr. | Denumire     | Formație                                                                                   | An |
| 1.  | STABAT Mater | 12 voci, flaut, oboi, clarinet, fagot, trompetă, corn, trombon, percuție, violă, contrabas |    |

Muzică de balet:      
| Nr. | Denumire       | An   |
| 1.  | Nunta Zamfirei | 1954 |

Muzică Vocală:
| Nr. | Denumire                       | Formație                                                 | An   |
| 1.  | Colind                         | Mélodies isolées                                         | 1950 |
| 2.  | Madrigalele liricii japoneze   | cor feminin                                              | 1964 |
| 3.  | Ritual pentru setea pământului | 7 voci, percuție și pian preparat                        | 1968 |
| 4.  | Jocus Secund                   | ansamblu instrumental, grup vocal și bandă               | 1969 |
| 5.  | Vocabularul I – Cântec         | soprană, clarinet, pian, clopote                         | 1974 |
| 6.  | Les oiseaux artificiels        | ansamblu instrumental și recitator                       | 1979 |
| 7.  | Timpul regăsit                 | soprană sau tenor, bandă, 3 viole, clavecin              | 1982 |
| 8.  | An die Musik                   | alto, flaut și orgă                                      | 1983 |
| 9.  | An die Sonne                   | mezzo-soprană și saxofon                                 | 1986 |
| 10. | Farbe und Klang                | mezzosopran, flaut și clavecin                           | 1990 |
| 11. | Prețuitorul                    | cvartet de coarde, tenor, recitator, trombon și percuție | 1990 |
| 12. | Passages dans le Vent          | Mélodies isolées : voix-instruments                      | 1994 |

Muzică concertantă:
| Nr. | Denumire                                             | Formație instrumentală            | An   |
| 1.  | Timpul Inevitabil                                    | pian și orchestră                 | 1971 |
| 2.  | Parabola Mansardei II (La Parabole du Grenier II)    | clavecin și ansamblu instrumental | 1977 |
| 3.  | Concert pentru violă și orchestră                    | violă și orchestră                | 1977 |
| 4.  | Concert pentru viola da gamba și orchestră           | viola da gamba și orchestră       | 1982 |
| 5.  | Concert pentru Daniel Kientzky, saxofon și orchestră | saxofon și orchestră              | 1986 |

Muzică instrumentală:
| Nr. | Denumire                                        | Instrument | An   |
| 1.  | Sonata pentru pian                              | pian       | 1956 |
| 2.  | Sonata pentru clarinet solo, Incantatio         | clarinet   | 1964 |
| 3.  | Parabola Mansardei I (La Parabole du Grenier I) | pian       | 1976 |

Operă și muzică lirică:
| Nr. | Denumire                                  | An   |
| 1.  | In Memoriam                               | 1959 |
| 2.  | Fra Angelico - Chagall – Voroneț, Requiem | 1990 |
| 3.  | Atmosphères                               | 1966 |